# Dingleya verrucosa
Dingleya verrucosa är en svampart som beskrevs av Trappe 1979. Dingleya verrucosa ingår i släktet Dingleya och familjen Tuberaceae.   Inga underarter finns listade i Catalogue of Life.